# NGC 5119
NGC 5119 ist eine 13,0 mag helle Linsenförmige Galaxie vom Hubble-Typ S0? im Sternbild der Jungfrau, die etwa 126 Millionen Lichtjahre von der Milchstraße entfernt ist.
Sie wurde am 6. Mai 1836 von John Herschel mit einem 18-Zoll-Spiegelteleskop entdeckt, der dabei „pB, S, R or lE, definition bad; doubted at first if it really was a nebula, but remained satisfied“ notierte und sie dabei irrtümlich für das von Wilhelm Herschel beschriebene Objekt NGC 5146 hielt.